# La Jeune Fille verte

La Jeune Fille verte est le dernier roman de Paul-Jean Toulet, publié à Paris en 1920 chez Émile-Paul. Une première rédaction en avait [été publiée ?] dans six livrets en supplément de la revue Les Écrits nouveaux en 1918 et 1919. C'est le récit d'une éducation sentimentale dans une petite ville du Béarn.
Il s'agit d'un récit de facture assez classique, qui suit sur quelques mois un petit groupe de personnages. L'intrigue, complexe, possède certains caractères balzaciens. Elle se développe selon plusieurs trames, dont certaines restent en partie dans l'ombre :
- la trame sentimentale : comment Vitalis Paschal quitte sa maîtresse pour se marier avec la jeune fille verte ;
- la trame financière : les manœuvres autour de l'héritage de Diodore Lescaa, parrain de la jeune fille (ce personnage est le seul à n'être jamais décrit directement) ;
- la trame politique : l'agitation de la classe populaire et les luttes de pouvoir dans le corps ecclésiastique.

Le ton général est à la fois sarcastique et empreint de nostalgie.
C'est probablement, avec Mon Amie Nane, le meilleur roman de son auteur.